# رودني مارتن (رياضي)
رودني مارتن (بالإنجليزية: Rodney Martin)‏ مواليد 22 ديسمبر 1982 في لاس فيغاس، الولايات المتحدة، هو عداء أمريكي متخصص في سباق 100 متر. مثل بلاده في الأولمبياد. حقق الميدالية البرونزية في نهائي ألعاب القوى العالمي سنة 2007 في مدينة شتوتغارت الألمانية.

## روابط خارجية
- رودني مارتن على موقع الاتحاد الدولي لألعاب القوى (الإنجليزية)
- رودني مارتن على موقع أوليمبيديا (الإنجليزية)
- رودني مارتن على موقع اللجنة الأولمبية والبارالمبية الأمريكية (الإنجليزية)